# Pomiechówek (gmina)
Pomiechówek (do 1952 gmina Pomiechowo) – gmina wiejska w województwie mazowieckim, w powiecie nowodworskim. W latach 1975–1998 gmina położona była w województwie warszawskim. 40 km na północ od Warszawy. Siedzibą gminy jest Pomiechówek. Gmina jest położona nad rzeką Wkrą.
Według danych z 30 czerwca 2004 gminę zamieszkiwało 8816 osób. Natomiast według danych z 31 grudnia 2017 roku gminę zamieszkiwało 9106 osób.

## Struktura powierzchni
Według danych z roku 2002 gmina Pomiechówek ma obszar 102,31 km², w tym:
- użytki rolne: 55%
- użytki leśne: 32%

Gmina stanowi 14,79% powierzchni powiatu.

## Demografia

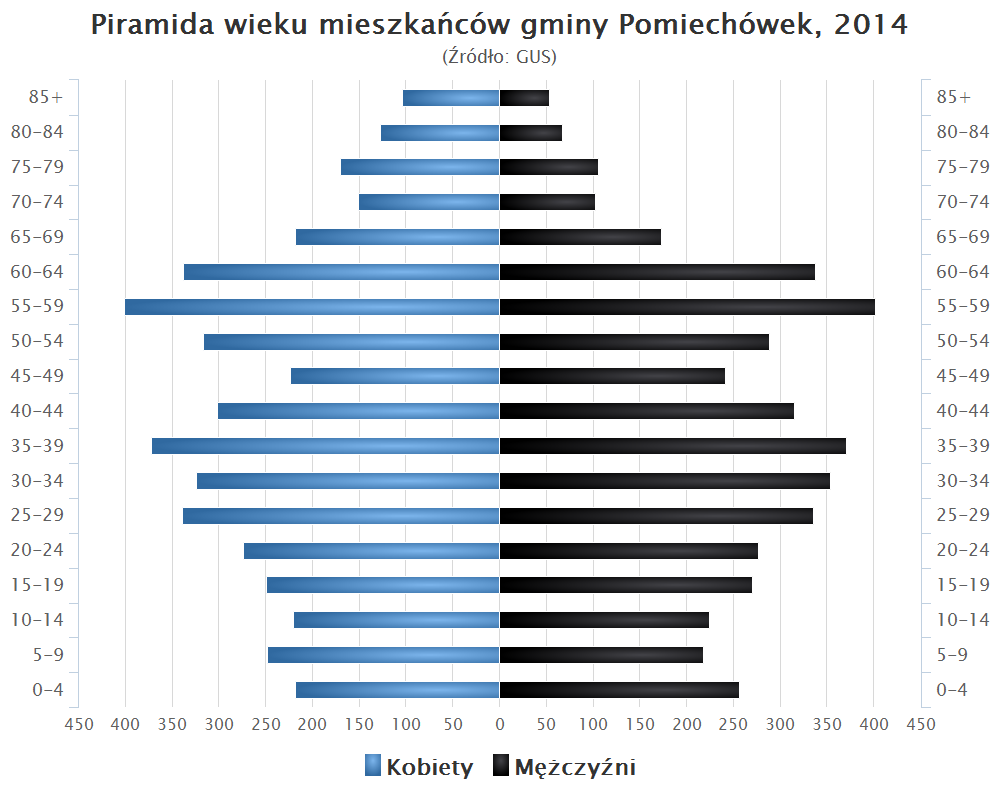
Piramida wieku mieszkańców gminy Pomiechówek w 2014 roku

Dane z 30 czerwca 2004:
| Opis                              | Ogółem | Ogółem | Kobiety | Kobiety | Mężczyźni | Mężczyźni |
| --------------------------------- | ------ | ------ | ------- | ------- | --------- | --------- |
| jednostka                         | osób   | %      | osób    | %       | osób      | %         |
| populacja                         | 8816   | 100    | 4581    | 52      | 4235      | 48        |
| gęstość zaludnienia (mieszk./km²) | 86,2   | 86,2   | 44,8    | 44,8    | 41,4      | 41,4      |

## Sołectwa
Błędowo, Błędówko, Brody – Brody-Parcele, Bronisławka, Cegielnia-Kosewo, Czarnowo, Falbogi Borowe, Goławice Drugie, Goławice Pierwsze, Kikoły, Kosewko, Kosewo, Nowe Orzechowo, Nowy Modlin, Pomiechowo, Pomiechówek, Pomocnia, Stanisławowo, Stare Orzechowo, Szczypiorno, Śniadówko, Wola Błędowska, Wójtostwo, Wólka Kikolska, Wymysły, Zapiecki.

## Sąsiednie gminy
Nasielsk, Nowy Dwór Mazowiecki, Serock, Wieliszew, Zakroczym

## Bliźniacze
- Antrodoco